# 2011년 3월 11일 산리쿠 해역 지진
2011년 3월 11일 산리쿠 해역 지진(일본어: 2011年3月11日三陸沖地震)은 2011년 3월 11일 오후 3시 25분에 일어난 규모 M7.5의 지진이다. 이 지진은 같은 날 오후 2시 46분에 일어났던 도호쿠 지방 태평양 해역 지진의 여진이다.
이 지진은 관측 기록상으로는 알 수 없으나 진원 위치와 깊이, 지진 발생 구조 상 본진과 비슷해 지진 해일이 크게 일어났을 것으로 추측된다. 또한 본진으로 만들어진 지진 해일에 영향을 주고 이후 덮친 해일에 많은 영향을 주었을 것으로 추측하고 있다.

## 진도
진도4 이상의 흔들림을 관측한 곳은 다음과 같다.
| 진도 | 도도부현   | 시구정촌 |
| ---- | ---------- | --- |
| 4    | 홋카이도   | 우라카와정 우라호로정 구시로정                                                                                              |
| 4    | 아오모리현 | 하치노헤시 노헤지정 시치노헤정 도호쿠정 고노헤정 난부정 하시카미정 오이라세정 히가시도리촌                                  |
| 4    | 이와테현   | 후다이촌 모리오카시 야하바정 다키자와시 하나마키시 이치노세키시 가네가사키정 히라이즈미정                                   |
| 4    | 미야기현   | 게센누마시 와쿠야정 구리하라시 도메시 미나미산리쿠정 오사키시 가쿠다시 이와누마시 센다이시 (아오바구) 시오가마시 마쓰시마정 |
| 4    | 아키타현   | 이카와정 아키타시 다이센시                                                                                                  |
| 4    | 야마가타현 | 나카야마정 |
| 4    | 후쿠시마현 | 고리야마시 시라카와시 니혼마쓰시 고오리정 다무라시 다테시 소마시 나미에정                                                   |
| 4    | 이바라키현 | 가사마시 쓰치우라시 쓰쿠바시 지쿠세이시 호코타시                                                                            |
| 4    | 사이타마현 | 미야시로정 |